# Sameh Derbali
Sameh Derbali (in arabo سامح الدربالي‎?; Jelma, 23 novembre 1986) è un ex calciatore tunisino, di ruolo difensore.